# Burg Pöllnitz
Die Burg Pöllnitz ist die Ruine einer Wasserburg am Pöllnitzbach im Ortsteil Niederpöllnitz der Gemeinde Harth-Pöllnitz im Landkreis Greiz in Thüringen.
Die Burg war im 12. Jahrhundert Sitz der Pullnitz, Dienstmannen der Markgrafen von Meißen, von denen wurde 1130 ein Albertus Pullnitz erwähnt. Weiter wurde 1238 der wettinische Gefolgsmann Gottschalk von Pöllnitz erwähnt. Die Pöllnitzer waren später Vasallen der Vögte von Weida. Im 16. Jahrhundert siedelten sie sich in Franken an.
Nachdem die Burg im 15. Jahrhundert bis ins 16. Jahrhundert im Besitz der Herren von Planitz war, folgten weitere Besitzer.
Von der ehemaligen Burganlage sind nur noch der hohe quadratische Bergfried mit Hocheingang (inzwischen verputzt) und geringe Mauerreste erhalten.